# Gaius Vibius Celer Papirius Rufus
Gaius Vibius Celer Papirius Rufus (vollständige Namensform Gaius Vibius Gai filius Pomptina Celer Papirius Rufus) war ein im 2. Jahrhundert n. Chr. lebender Angehöriger des römischen Ritterstandes (Eques). Durch zwei Inschriften sind einzelne Stationen seiner Laufbahn bekannt, die er in der Mitte des 2. Jahrhunderts absolvierte.
Die militärische Laufbahn des Celer bestand aus den für einen Angehörigen des Ritterstandes üblichen Tres militiae. Er war zunächst Präfekt einer Cohors I Montanorum. Danach wurde er Tribun der Cohors I Flavia Hispanorum milliaria equitata, die in der Provinz Dacia Porolissensis stationiert war. Als dritte Stufe folgte der Posten eines Präfekten der Ala I Ulpia Singularium, die in der Provinz Syria stationiert war. Durch eine Inschrift in griechischer Sprache, die in Palmyra gefunden wurde, ist belegt, dass er mit der Ala dort stationiert war und dass er von den Bürgern der Stadt geehrt wurde.
Nach Beendigung seiner militärischen Karriere war Celer zunächst procurator ad famil(ias) glad(iatorias) per Gall(ias) et Hisp(anias) et Brittan(niam); dieses Amt wird nur in einer der beiden Inschriften aufgeführt. Danach wurde er Procurator in der Provinz Arabia; der Posten war mit einem Jahreseinkommen von 100.000 Sesterzen verbunden. Seine Tätigkeit als Procurator in dieser Provinz ist durch zwei Inschriften belegt, die beide in Gerasa gefunden wurden.
Celer war in der Tribus Pomptina eingeschrieben. Er stammte aus Italien und war Patron in Circeii, dem heutigen Sabaudia, wo auch die eine der beiden Inschriften mit seiner Laufbahn gefunden wurde.